# تلمبه بارانی (مرودشت)
تلمبه بارانی روستایی در دهستان ابرج بخش درودزن شهرستان مرودشت استان فارس ایران است.

## جمعیت
بر پایه سرشماری عمومی نفوس و مسکن در سال ۱۳۹۵ جمعیت این مکان ۲۴ نفر (۷خانوار) بوده‌است.